# هينريتش أوقست ويلهلم ماير
هينريتش أوقست ويلهلم ماير (بالألمانية: Heinrich August Wilhelm Meyer)‏ هو عالم عقيدة ومؤرخ ألماني، ولد في 10 يناير 1800 في غوتا في ألمانيا، وتوفي في 21 يونيو 1873 في هانوفر في ألمانيا.